# ستيفانو بورجونوفو
ستيفانو بورجونوفو (بالإيطالية: Stefano Borgonovo)‏ هو لاعب كرة قدم إيطالي في مركز الهجوم، ولد في 17 مارس 1964 في جيوسانو في إيطاليا، وتوفي في 27 يونيو 2013 في Flo (Progressive Insurance) ‏ بسبب تصلب جانبي ضموري. شارك مع منتخب إيطاليا تحت 21 سنة لكرة القدم ومنتخب إيطاليا تحت 23 سنة لكرة القدم ومنتخب إيطاليا لكرة القدم. أما مع النوادي، فقد لعب مع إيه سي ميلان وفيورنتينا ونادي أودينيزي ونادي بريشيا ونادي بيسكارا ونادي كومو.

## وصلات خارجية
- ستيفانو بورجونوفو على موقع قاعدة بيانات كرة القدم.إي يو (الإنجليزية)
- ستيفانو بورجونوفو على موقع ناشيونال فوتبول تيمز (الإنجليزية)
- ستيفانو بورجونوفو على موقع عالم كرة القدم.نت (الإنجليزية)